# Rafael Grünenfelder
Rafael Grünenfelder (Vaduz, 20 marzo 1999) è un calciatore liechtensteinese, difensore del Triesen.

## Caratteristiche tecniche
È un difensore centrale.

## Carriera

### Club
Cresciuto nel Balzers, fra il 2014 ed il 2017 ha militato nel settore giovanile del Vaduz.

### Nazionale
Il 25 marzo 2021 debutta con la nazionale liechtensteinese nella partita di qualificazione al Mondiale 2022 persa per 0-1 contro l'Armenia.

## Statistiche

### Cronologia presenze e reti in nazionale
| Cronologia completa delle presenze e delle reti in nazionale ― Liechtenstein | Cronologia completa delle presenze e delle reti in nazionale ― Liechtenstein | Cronologia completa delle presenze e delle reti in nazionale ― Liechtenstein | Cronologia completa delle presenze e delle reti in nazionale ― Liechtenstein | Cronologia completa delle presenze e delle reti in nazionale ― Liechtenstein | Cronologia completa delle presenze e delle reti in nazionale ― Liechtenstein | Cronologia completa delle presenze e delle reti in nazionale ― Liechtenstein | Cronologia completa delle presenze e delle reti in nazionale ― Liechtenstein |
| Data                                                                         | Città                                                                        | In casa                                                                      | Risultato                                                                    | Ospiti                                                                       | Competizione                                                                 | Reti                                                                         | Note                                                                         |
| ---------------------------------------------------------------------------- | ---------------------------------------------------------------------------- | ---------------------------------------------------------------------------- | ---------------------------------------------------------------------------- | ---------------------------------------------------------------------------- | ---------------------------------------------------------------------------- | ---------------------------------------------------------------------------- | ---------------------------------------------------------------------------- |
| 25-3-2021                                                                    | Vaduz                                                                        | Liechtenstein                                                                | 0 – 1                                                                        | Armenia                                                                      | Qual. Mondiali 2022                                                          | -                                                                            | 46’                                                                          |
| 3-6-2021                                                                     | San Gallo                                                                    | Svizzera                                                                     | 7 – 0                                                                        | Liechtenstein                                                                | Amichevole                                                                   | -                                                                            |                                                                              |
| 7-6-2021                                                                     | Tórshavn                                                                     | Fær Øer                                                                      | 5 – 1                                                                        | Liechtenstein                                                                | Amichevole                                                                   | -                                                                            |                                                                              |
| 2-9-2021                                                                     | San Gallo                                                                    | Liechtenstein                                                                | 0 – 2                                                                        | Germania                                                                     | Qual. Mondiali 2022                                                          | -                                                                            | 71’                                                                          |
| 5-9-2021                                                                     | Bucarest                                                                     | Romania                                                                      | 2 – 0                                                                        | Liechtenstein                                                                | Qual. Mondiali 2022                                                          | -                                                                            |                                                                              |
| 8-10-2021                                                                    | Vaduz                                                                        | Liechtenstein                                                                | 0 – 4                                                                        | Macedonia del Nord                                                           | Qual. Mondiali 2022                                                          | -                                                                            | 79’                                                                          |
| 11-10-2021                                                                   | Reykjavík                                                                    | Islanda                                                                      | 4 – 0                                                                        | Liechtenstein                                                                | Qual. Mondiali 2022                                                          | -                                                                            |                                                                              |
| 11-11-2021                                                                   | Wolfsburg                                                                    | Germania                                                                     | 9 – 0                                                                        | Liechtenstein                                                                | Qual. Mondiali 2022                                                          | -                                                                            | 69’                                                                          |
| 14-11-2021                                                                   | Vaduz                                                                        | Liechtenstein                                                                | 0 – 2                                                                        | Romania                                                                      | Qual. Mondiali 2022                                                          | -                                                                            |                                                                              |
| 25-3-2022                                                                    | San Pedro del Pinatar                                                        | Capo Verde                                                                   | 6 – 0                                                                        | Liechtenstein                                                                | Amichevole                                                                   | -                                                                            | 46’                                                                          |
| 29-3-2022                                                                    | San Pedro del Pinatar                                                        | Fær Øer                                                                      | 1 – 0                                                                        | Liechtenstein                                                                | Amichevole                                                                   | -                                                                            |                                                                              |
| 3-6-2022                                                                     | Vaduz                                                                        | Liechtenstein                                                                | 0 – 2                                                                        | Moldavia                                                                     | UEFA Nations League 2022-2023 - 1º turno                                     | -                                                                            |                                                                              |
| 6-6-2022                                                                     | Riga                                                                         | Lettonia                                                                     | 1 – 0                                                                        | Liechtenstein                                                                | UEFA Nations League 2022-2023 - 1º turno                                     | -                                                                            |                                                                              |
| 10-6-2022                                                                    | Andorra la Vella                                                             | Andorra                                                                      | 2 – 1                                                                        | Liechtenstein                                                                | UEFA Nations League 2022-2023 - 1º turno                                     | -                                                                            |                                                                              |
| 14-6-2022                                                                    | Vaduz                                                                        | Liechtenstein                                                                | 0 – 2                                                                        | Lettonia                                                                     | UEFA Nations League 2022-2023 - 1º turno                                     | -                                                                            |                                                                              |
| 25-9-2022                                                                    | Chișinău                                                                     | Moldavia                                                                     | 2 – 0                                                                        | Liechtenstein                                                                | UEFA Nations League 2022-2023 - 1º turno                                     | -                                                                            | 27’                                                                          |
| Totale                                                                       |                                                                              | Presenze                                                                     | 16                                                                           |                                                                              | Reti                                                                         | 0                                                                            |                                                                              |